# Avigliana
Avigliana (piemonti nyelven Vijan-A) egy 12 133 lakosú olasz község (comune) a Piemont régióban kb. 20 km-re Torinótól nyugatra, a Susa-völgyben.  A Susa- és Sangone-völgyi Hegyi Közösség tagja.

## Földrajz
383 méteres tengerszint feletti magasságon fekszik. Áthalad rajta a Dora Riparia. Területén két természetes tó, az Aviglianai-tavak a Lago Grande és a Lago Piccolo található a Pirchiriano-hegy és a Rivoli-dombság által közrefogva.

## Látnivalók
- Aviglianai vár
- Piazza Conte Rosso
- Óratorony
- San Giovanni templom
- San Pietro templom
- Santa Maria Maggiore templom
- az Aviglianai-tavak természetvédelmi park

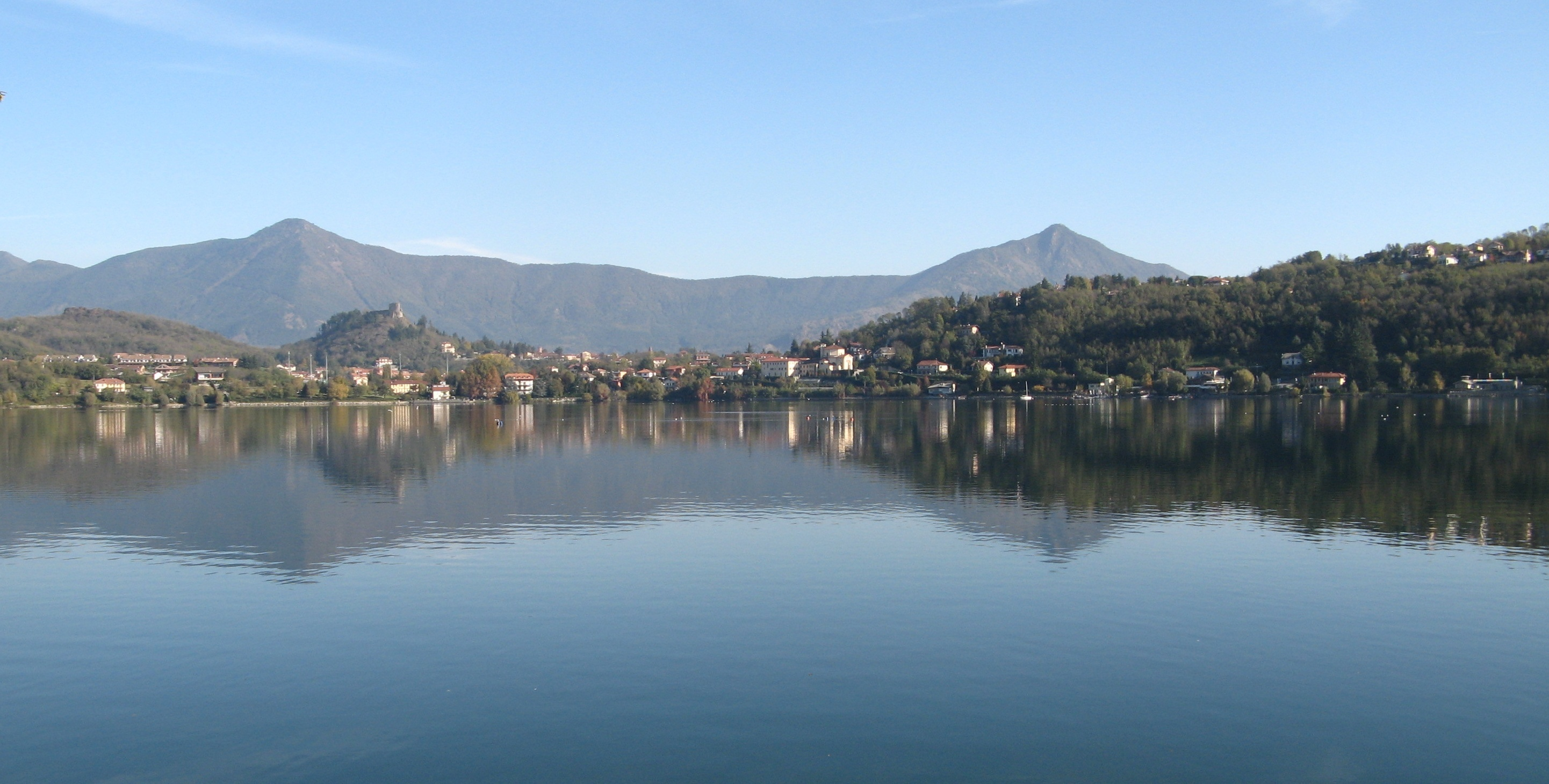
Avigliana, Lago Grande

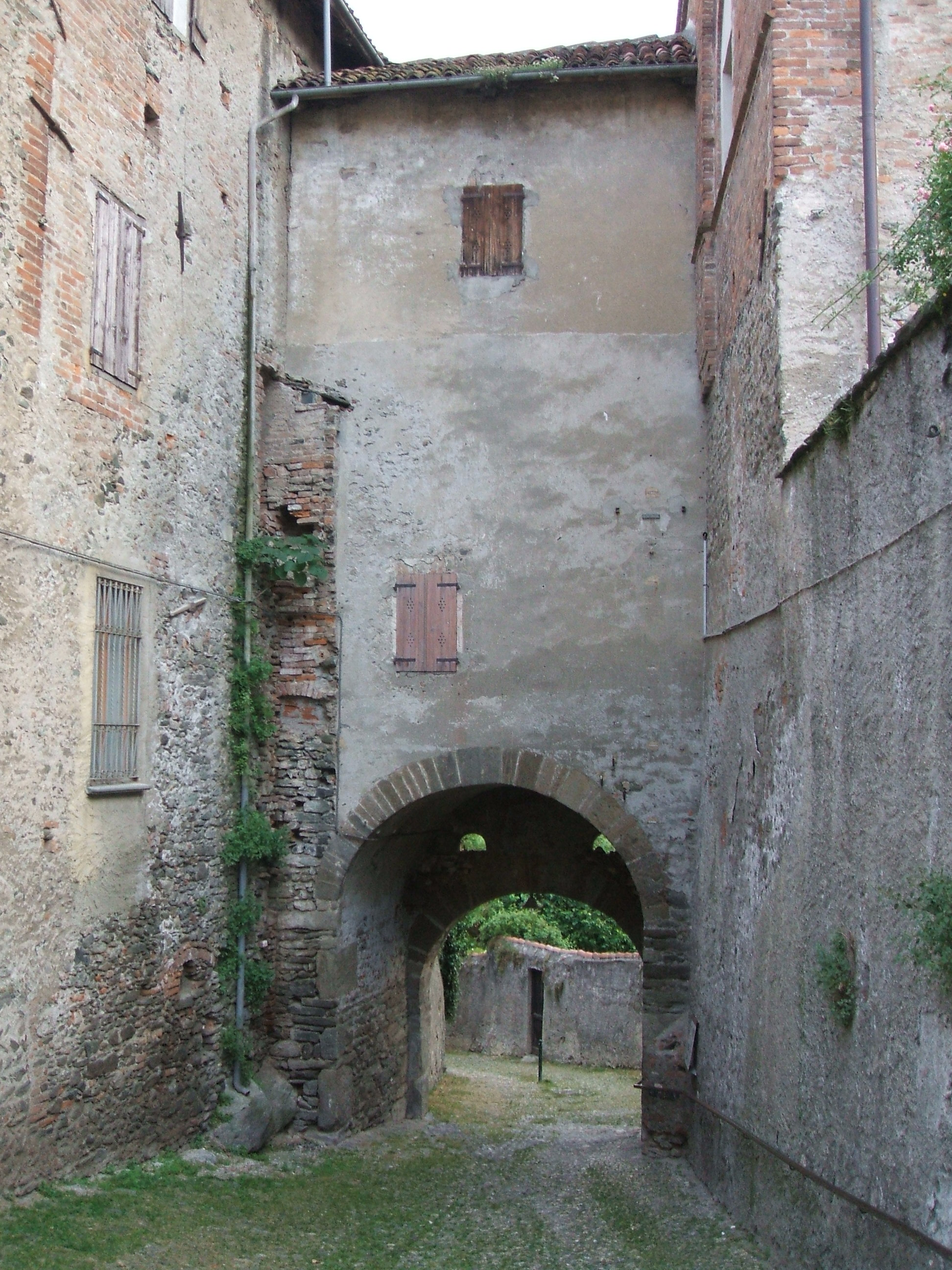
Avigliana óvárosának részlete

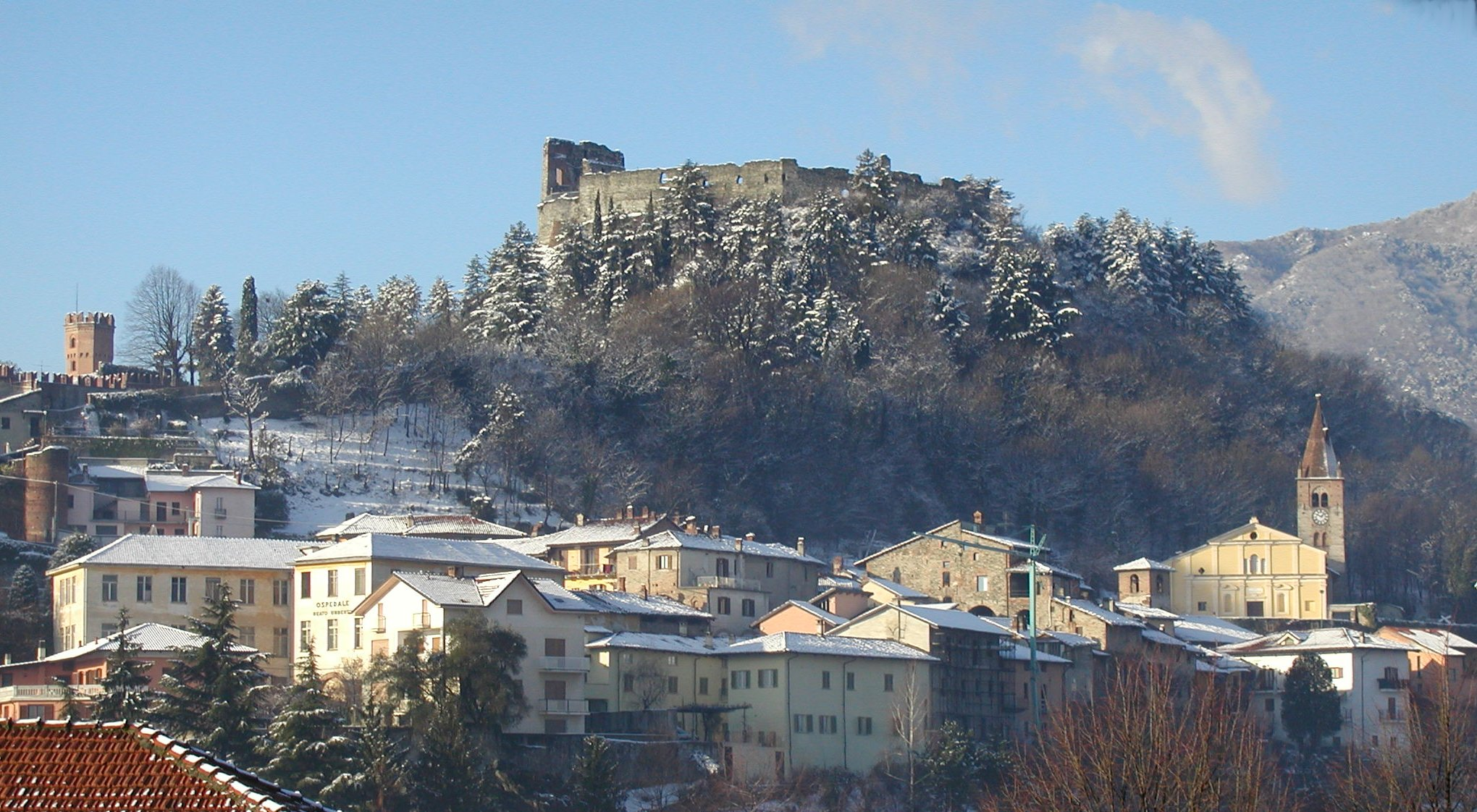
Avigliana vára

## A település szülöttei
- Piero Fassino, politikus
- Emilio Ostorero, motorversenyző
- Ada Pace, motorversenyző
- Marco Ponti, rendező
- Norberto Rosa, író, költő

## Sport
A város jelenlegi legsikeresebb sportegyesülete a másodosztályban szereplő baseball-csapat, az Avigliana Baseball. Legnagyobb sikere a 2007-es első osztályú tagság volt.

## Közlekedés
Avigliana két lejárón is elérhető az A32-es Torino-Bardonecchia autópályáról.Vasútállomása a Torino-Modane vonal része.

## Testvérvárosok
- Tresserve

## Galéria

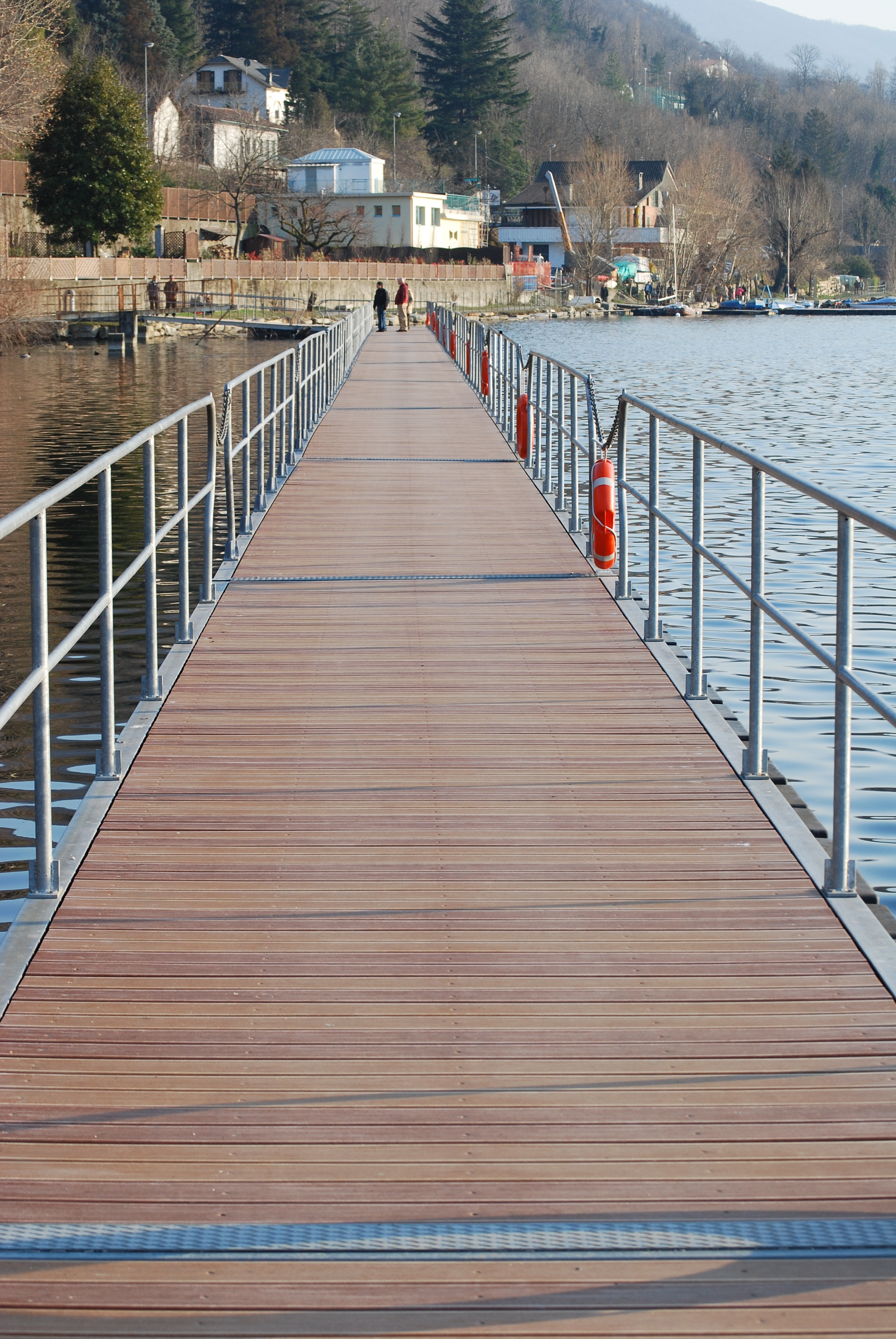
móló a Lago Granden
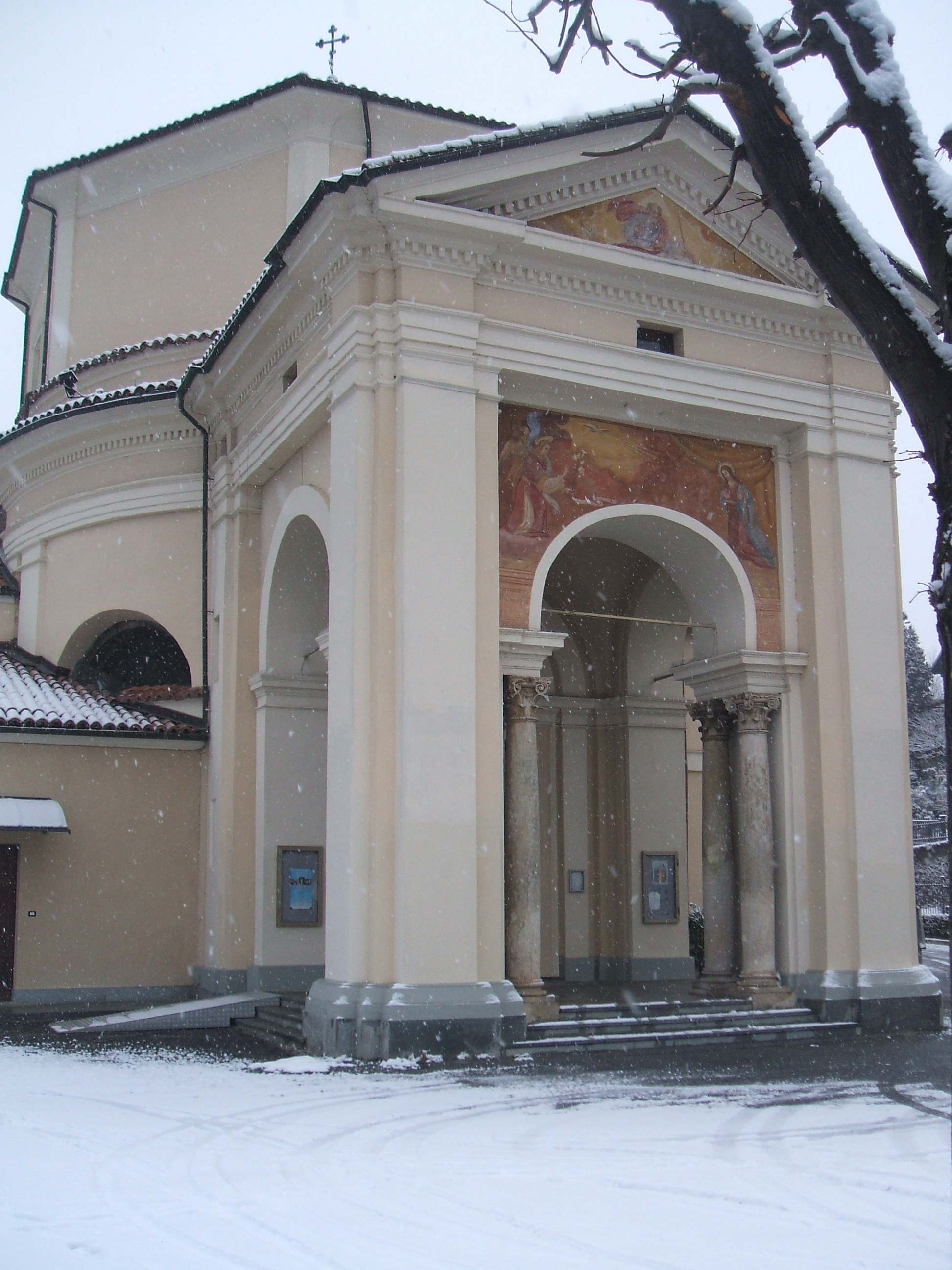
Madonna dei Laghi templom
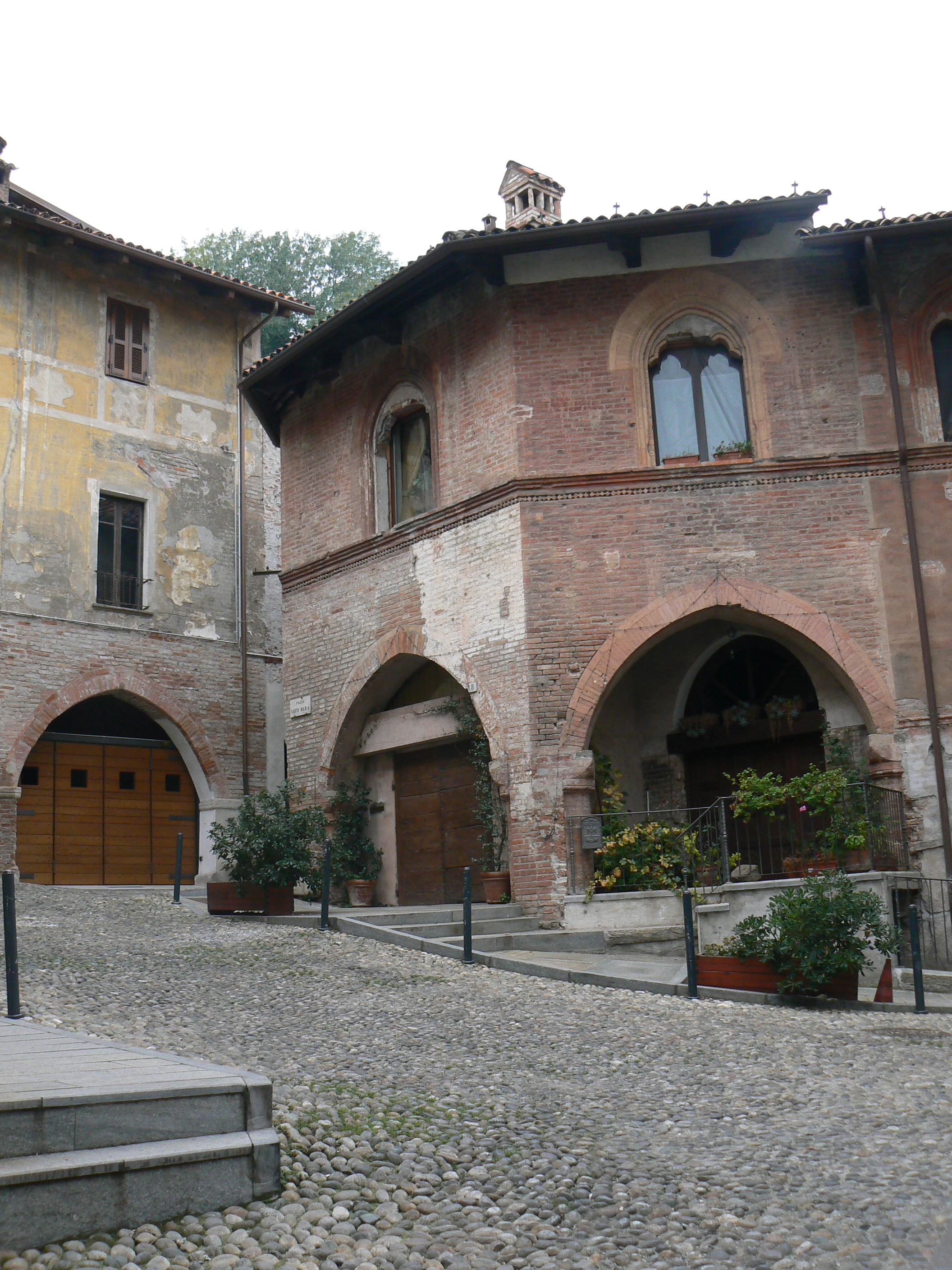
Piazza S. Maria, Avigliana